# Seznam leteckých nehod českých a československých strojů v zahraničí
Seznam leteckých nehod českých a československých strojů v zahraničí, případně strojů zahraničních, kde v posádce nebo mezi pasažéry byli čeští občané. Nejedná se o seznam havárií v Česku vyrobených letadel, provozovaných v cizině, bez české registrace a posádky či pasažérů.
Uvedeny jsou pouze nehody, u kterých došlo ke zranění či úmrtí, případně se jednalo o incident, při němž byl stroj úplně zničen a k újmě na zdraví nedošlo jen zázrakem.

## Letecké nehody v zahraničí

### Legenda k tabulce
- místo je bráno jako přibližná lokalita
- pokud je mezi obcemi lomítko, znamená to, že se nehoda udála mezi těmito obcemi
- pokud je mezi obcemi čárka, druhá obec je jen pro upřesnění (větší město poblíž, okresní město atp.)
- “?” znamená, že informace není k dispozici
- “—” u zraněných a mrtvých znamená nulu
- u počtů je vždy udáván celkový počet, číslo v závorce značí, kolik z celku byla posádka (je-li tato informace k dispozici)
- seznam není úplný, vycházeno je z velkého množství zdrojů, ale ne všechny nehody je možné ověřit z více než jednoho zdroj
- do roku 1993 uvedeny nehody letadel z území celé ČSSR a ČSFR, po rozdělení Československa uvedeny nehody pouze strojů z ČR

### Tabulka
V tabulce jsou uvedeny zahraniční letecké nehody strojů provozovaných českými (československými) vlastníky nebo s českou posádkou.
| Datum        | Místo                             | Stroj                               | Mrtví (posádka) | Zranění | Poznámka |
| ------------ | --------------------------------- | ----------------------------------- | --------------- | ------- | --- |
| 8. 10. 1926  | Řím, Itálie                       | Avia BH-11                          | 1               | —       | † JUDr. Lhota, trénink závod Coppa D. Italia |
| 21. 4. 1936  | Elsburg, Holandsko                | Douglas DC-2-115-K (OK-AIA)         | ?               | ?       | Nehodu nelze z důvěryhodných zdrojů ověřit |
| 10. 3. 1937  | Palermo, Itálie                   | Praga E-114 "Air Baby" (OK-IPN)     | 1               | 1       | Karel Kutloch (* ??.??.1??? † 12. III. 1937 Palermo /I/), spoluletec A. Mareš zraněn |
| 13. 8. 1938  | Schwarzwald, Německo              | Savoia Marchetti S-73 (OK-BAG)      | 16              | 17      | ČSA (OK-BAG) havaroval 13. srpna 1938 jižně od německého Durbachu (nedaleko Oberkirchu v pohoří Schwarzwald) na lince Praha - Štrasburk a byl zcela zničen. Posádka se během letu dostala do složitých povětrnostních podmínek bez viditelnosti země a při klesání ke Štrasburku pilot narazil do hřebene kopce Brandenkopf (945 m n. m.). Všech 17 lidí z posádky vč. šéfpilota ČSA Karla Brabence a cestujících na palubě zahynulo. |
| 24. 12. 1946 | Paříž, Francie                    | Douglas DC-3/C-47A-70-DL (OK-WDD)   | —               | —       | ČSA - letělo 10 cestujících + 5 posádka |
| 25. 1. 1947  | Londýn, Velká Británie            | Douglas DC-3 (OK-WDB)               | —               | —       | ČSA, srážka s přistávajícím Douglas C-47 společnosti Spencer Airways, ve kterém zemřelo 12 osob (v ČSA nikdo) |
| 8. 11. 1948  | kanál La Manche, Fr/VB            | Beechcraft Model 18 (F-BGAF)        | 8(2)            | —       | Při havárii zemřeli hokejisté čs. reprezentace Ladislav Troják, Vilibald Šťovík, Zdeněk Jarkovský, Zdeněk Švarc, Miloslav Pokorný, Karel Stibor a 2 piloti - viz Letecká havárie československých hokejistů |
| 21. 12. 1948 | Kalamata, Řecko                   | Douglas C-47 (OK-WDN)               | 23-24(5)        | —       | Let ČSA 584 Zahynul kapitán letadla Václav Foglar *27.9.1916 - zemřel 21.12.1948, podezření na sestřelení. |
| 24. 11. 1956 | Curych, Švýcarsko                 | Iljušin Il-12B (OK-DBP)             | 23(5)           | —       | ČSA - Při havárii zemřeli hokejisté Chomutova - Smutné chomutovské výročí. Hokejisté dali přednost papalášům, v letadle pak našli smrt |
| 28. 3. 1961  | Norimberk, Německo                | Iljušin Il-18V (OK-OAD)             | 52(8)           | —       | ČSA – Let ČSA 511 (březen 1961) – nad Německem nedaleko města Gräfenberg se zřítil ljušin Il-18 ČSA, letící přes Curych a Rabat do Bamaka (hlavní město Mali). Všech 52 osob na palubě zemřelo, příčina nebyla zjištěna. |
| 12. 7. 1961  | Casablanca, Maroko                | Iljušin Il-18V (OK-PAF)             | 72(8)           | —       | ČSA – Let ČSA 511 (červenec 1961), stejná mezinárodní linka číslo 511 z Prahy do Bamaka jako 28. března 1961 skončila nárazem do vyvýšeniny a následným kontaktem s dráty vysokého elektrického napětí během neplánovaného přistávání v blízkosti letiště v Casablance |
| 16. 6. 1963  | Bombaj, Indie                     | Tupolev TU-104A (OK-LDB)            | —               | —       | ČSA, požár při tankování na letišti |
| 5. 9. 1967   | Gander, Kanada                    | Iljušin Il-18D (OK-WAI)             | 37(4)           | 32(4)   | ČSA, zřícení stroje krátce po startu, příčina havárie nezjištěna,(jednou z možností bylo nevysunutí, nebo příliš brzké zasunutí vzletových klapek, dobová komunistická propaganda také uvedla,[zdroj?] že za příčinou havárie mohla stát teroristická akce kubánských disidentů, neb na palubě letadla cestovala na Kubu početná skupina členů ČSAV)                                                                                  |
| 1. 6. 1970   | Fondok el Sherif, Tripolis, Libye | Tupolev Tu-104A (OK-NDD)            | 13              | —       | ČSA |
| 18. 8. 1970  | Curych, Švýcarsko                 | Tupolev TU-124V (OK-TEB)            | —               | ?       | ČSA, přistání bez podvozku |
| 29. 8. 1973  | Nikósie, Kypr                     | Tupolev TU-104A (OK-MDE)            | —               | ?       | ČSA, 70 osob na palubě |
| 19. 8. 1975  | Damašek, Sýrie                    | Iljušin Il-62 (OK-DBF)              | 126(11)         | 2       | Let ČSA 540, 19.8.1975 ve 22.13 GMT |
| 26. 8. 1985  | Velká Lubeň, Polsko               | Mil Mi-2 (OK-GIT)                   | 2               | —       | Slovair, pilot Petr Hrnčiřík, druhý pilot Vávra |
| 9. 6. 1998   | Cherokee, Kalifornie              | Piper PA-28                         | 4               | —       | posádku měli tvořit 3 Češi (vč. pilota) a 1 Američan, nehodu nelze z důvěryhodných zdrojů ověřit |
| 25. 8. 1999  | Rakousko                          | Zlín Z-142 (OK-VNJ)                 | 1               | —       | zahynul Ivan Tuček, mistr světa v letecké akrobacii z roku 1978, příčinou havárie bylo utržené křídlo |
| 9. 3. 2001   | Teuque, Heeten, Nizozemí          | Jakovlev Jak-52                     | 2               | —       | zahynuli nizozemský pilot a Čech Martin Stáhalík, čtyřnásobný mistr republiky a mistr světa kategorie Advanced (1995) |
| 17. 5. 2002  | Varšava, Polsko                   | Bell 206 (OK-MIM)                   | —               | ?       | český vrtulník se zřítil při natáčení 9. etapy Závodu míru |
| 23. 8. 2005  | Simplon, Švýcarsko                | Cessna 172 (OK-HOS)                 | 4               | —       | [ 15 ] [ 16 ] |
| 25. 6. 2007  | Kampot, Kambodža                  | Antonov An-24                       | 22              | —       | na palubě byli 3 Češi |
| 9. 12. 2007  | Kyjev, Ukrajina                   | Beechcraft King Air C90A (D-IBHN)   | 5(2)            | —       | český stroj i posádka Závěrečná zpráva |
| 31. 8. 2009  | pohoří Écrins, Provence, Francie  | větroň Ventus b (D-6767 (TH))       | 1               | —       | zahynul český pilot Tibor Hrůza († 39, Brno) |
| 14. 9. 2009  | Jena, Německo                     | VLA Europa XS Monowheel (OK-EXS)    | 2               | —       | [ 19 ] |
| 14. 2. 2010  | Kleingießhübel, Německo           | Cessna 550B Citation Bravo (OK-ACH) | 2               | —       | Letoun společnosti Time Air narazil do hory Großer Zschirnstein nedaleko česko-německé hranice, česká pilotka a slovenský pilot. - (anglicky) Oficiální záznam ASN - Time Air |
| 7. 9. 2011   | Jaroslavl, Rusko                  | Jakovlev Jak-42D (RA-42434)         | 44              | 1       | Letecká havárie letounu Jak-42 u ruské Jaroslavli se udála 7. září 2011. Letoun Jak–42, na jehož palubě se nacházel hokejový tým Lokomotivu Jaroslavl, se zřítil na své cestě do běloruského Minsku, kde měl druhý den odstartovat novou sezonu KHL. Na palubě letadla byli i tři čeští hokejisté Josef Vašíček, Jan Marek, Karel Rachůnek, Slovák Pavol Demitra a Němec Robert Dietrich. Havárii nikdo z nich nepřežil.              |
| 27. 3. 2021  | Knik, Aljaška, USA                | Eurocopter AS 350                   | 5               | 1       | Nehoda vrtulníku Eurocopter AS 350 u ledovce Knik, při nehodě zahynul mj. český podnikatel, tehdejší nejbohatší člověk Česka, Petr Kellner. |